# Professional Graphics Controller

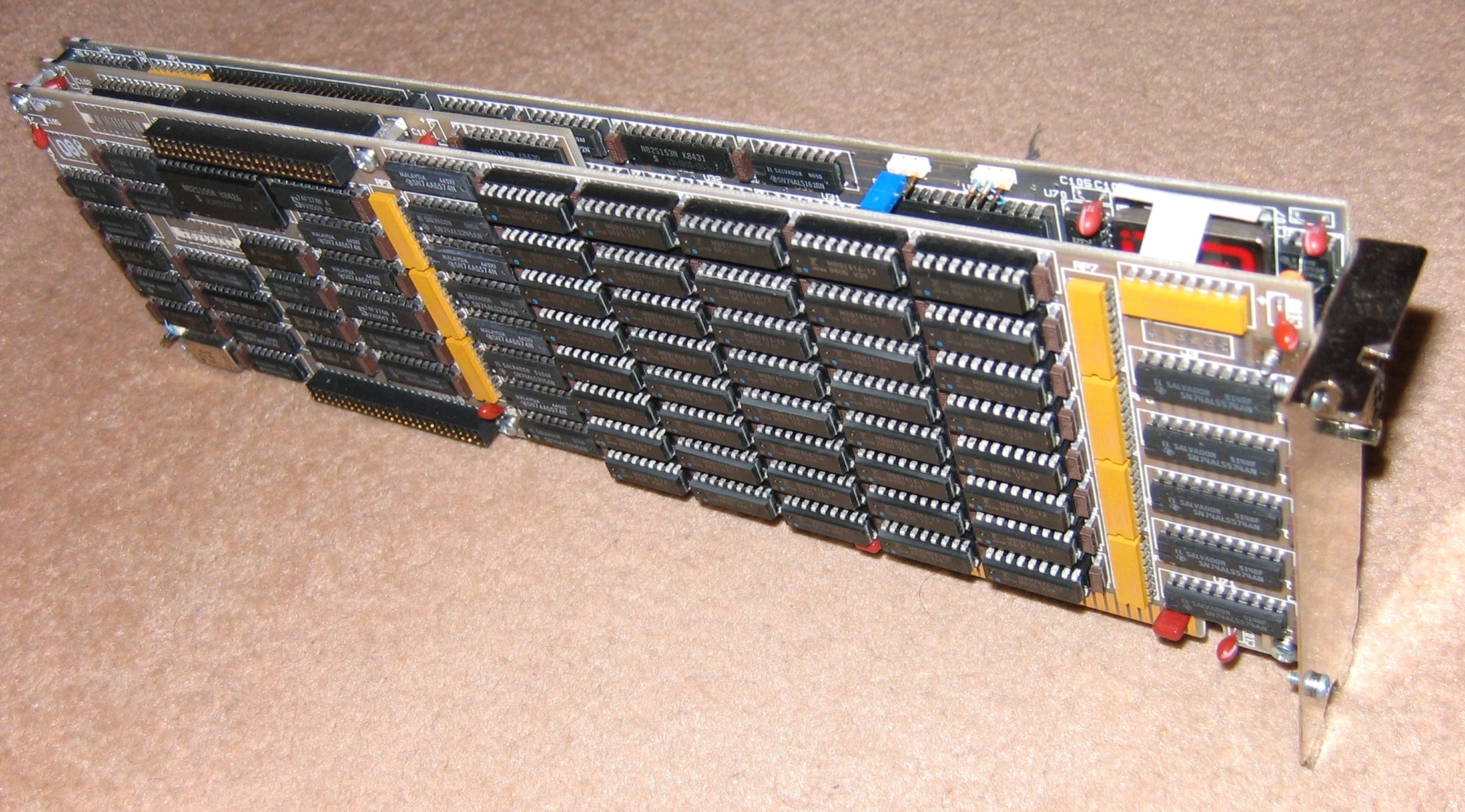
PGC card

La Professional Graphics Controller (PGC) es una tarjeta gráfica fabricada por IBM para los PC. Consiste en tres circuitos impresos interconectados (uno de ellos con el microprocesador integrado, las ROM del firmware y el conector de salida de vídeo, una proveyendo la emulación de la CGA y el tercero principalmente ocupado por la RAM) y ocupando dos ranuras de expansión adyacentes en los IBM PC y AT.; la tercera tarjeta se encuentra entre las dos ranuras. El PGC no puede usarse en el IBM PC original sin modificaciones debido al diferente espaciado de las ranuras de expansión.
La pantalla correspondiente de la PGC es la IBM 5175, un monitor de vídeo RGB analógico creado expresamente para esta tarjeta e incompatible con cualquier otra sin modificaciones. Con modificaciones de hardware puede ser usado con tarjetas VGA, en computadoras Macintosh y con distintas fuentes de vídeo RGB analógico. Algunos excedentes del 5175 adaptados a VGA aún se vendían en catálogos de minoristas como COMB incluso a principios de los 90.[cita requerida].
Presentada en 1984, la PGC (a veces llamada Professional Graphics Adapter y otras veces Professional Graphics Array) ofrece mayor resolución y profundidad de color que las tarjetas EGA y soporta 256 colores en resoluciones mayores que las VGA, llegando hasta los 640×480 en 256 colores y una tasa de refresco de 60 Hz. Este modo no está soportado por la BIOS y está pensado para el mercado de CAD, incluyendo para ello 320 KB de RAM y un microprocesador Intel 8088. Este está directamente conectado en la placa para permitir unas actualizaciones rápidas de la memoria de vídeo. Otras tarjetas coetáneas fuerzan a la CPU del PC a escribir en la memoria de vídeo a través del más lento bus ISA.
Además de su modo nativo de 640×480, la PGC opcionalmente soporta los modos documentados de texto y gráficos de la CGA, que pueden ser activados usando un puente en la tarjeta. Aun así, sólo es parcialmente compatible a nivel de registros con esta.
Aunque nunca se llegó a extender su uso en computadoras de consumo, su precio de 4.290$ la situaba en una posición muy favorable con respecto a las estaciones de trabajo dedicadas a CAD de 50.000$ del momento.
Su producción finalizó en 1987 con la llegada de las VGA.